# Mardy Fish
Mardy Fish (født 9. december 1981 i Edina, Minnesota, USA) er en amerikansk tennisspiller, der blev professionel i år 2000. Han har igennem sin karriere (pr. september 2010) vundet fem single- og otte doubletitler, og hans højeste placering på ATP's verdensrangliste er en 7. plads, som han opnåede i august 2011.

## Grand Slam
Fish' bedste Grand Slam-resultat i singlerækkerne kom ved Australian Open i 2007, hvor han nåede frem til kvartfinalerne efter blandt andet at have besejret den fjerdeseedede kroat Ivan Ljubičić. I kvartfinalen tabte han til landsmanden Andy Roddick. Han nåede også kvartfinalen ved US Open i 2008.

## Singletitler
- 2003: Stockholm Open
- 2006: ATP Houston
- 2009: Delray Beach International Tennis Championships
- 2009: Hall of Fame Tennis Championships
- 2010: Atlanta Tennis Championships
- 2011: Atlanta Tennis Championships